# رونی پیترسن
بِنت رونی پیترسن (سوئدی: Bengt Ronnie Peterson؛ زادهٔ ۱۴ فوریهٔ ۱۹۴۴ در اوربرو، درگذشتهٔ ۱۱ سپتامبر ۱۹۷۸ در میلان) رانندهٔ مسابقات اتومبیل‌رانی اهل سوئد بود که از فصل ۱۹۷۰ تا ۱۹۷۸ در مجموع در ۱۲۳ گراند پری از مسابقات جهانی فرمول یک شرکت کرد.
او در طول دوران فعالیت خود در فرمول یک، ۱۴ بار مسابقه را از پول پوزیشن آغاز کرد و در ۹ مسابقه موفق شد سریع‌ترین زمان طی یک دور پیست را به نام خود ثبت کند. او در این مسابقات ۲۶ بار بر روی سکو رفت، مجموعاً ۱۰ بار به پیروزی دست یافت و ۲۰۶ امتیاز را نیز به نام خود به‌ثبت رساند.
پیترسن در ۱۱ سپتامبر ۱۹۷۸ بر اثر تصادف رانندگی در جایزه بزرگ ایتالیا ۱۹۷۸، بروز آمبولی چربی و سپس نارسایی کلیه بر اثر جراحات وارده به پاهایش در میلان درگذشت.